# Хортиця-М

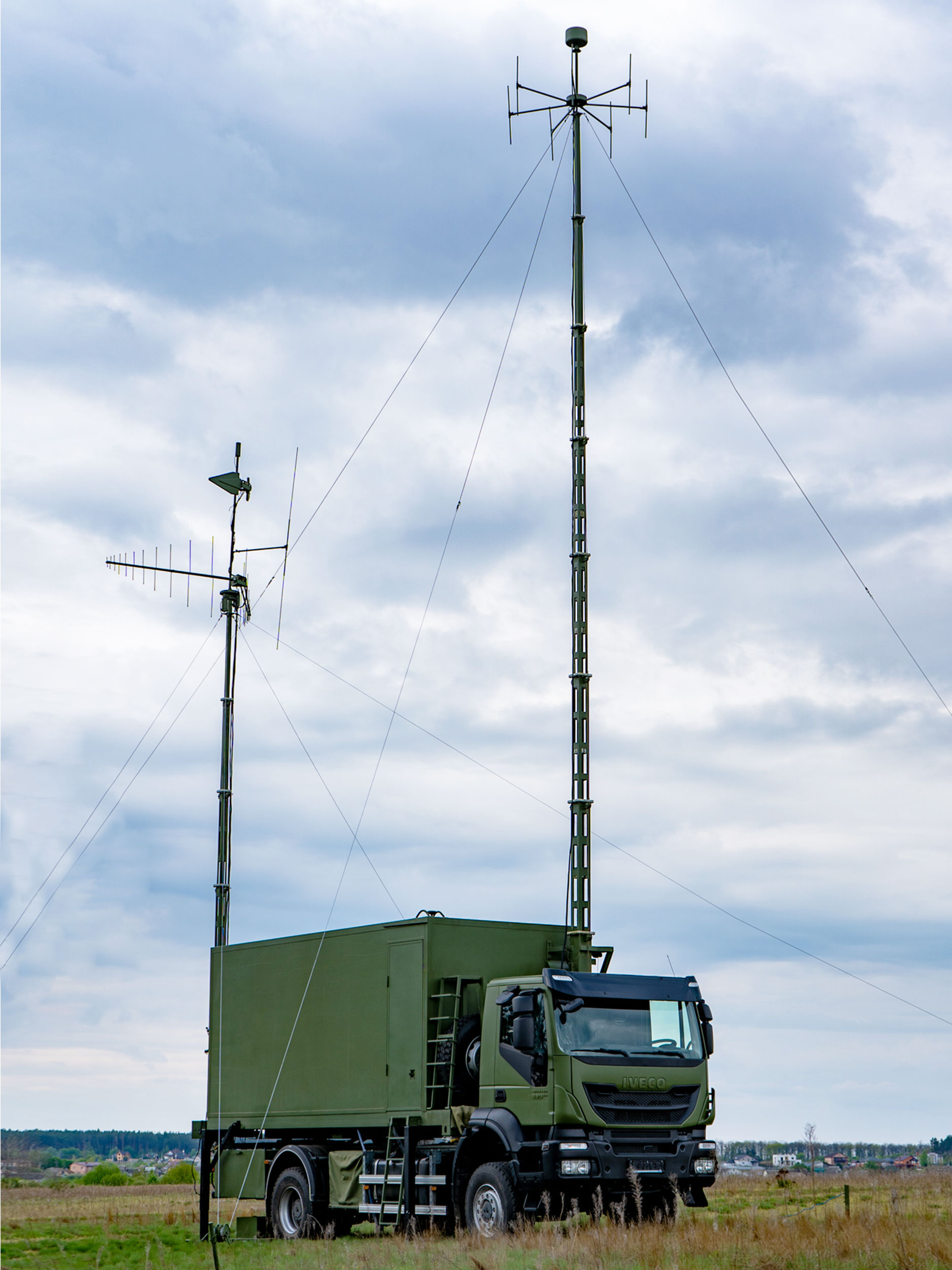
Мобільний комплекс радіорозвідки «Хортиця-М»

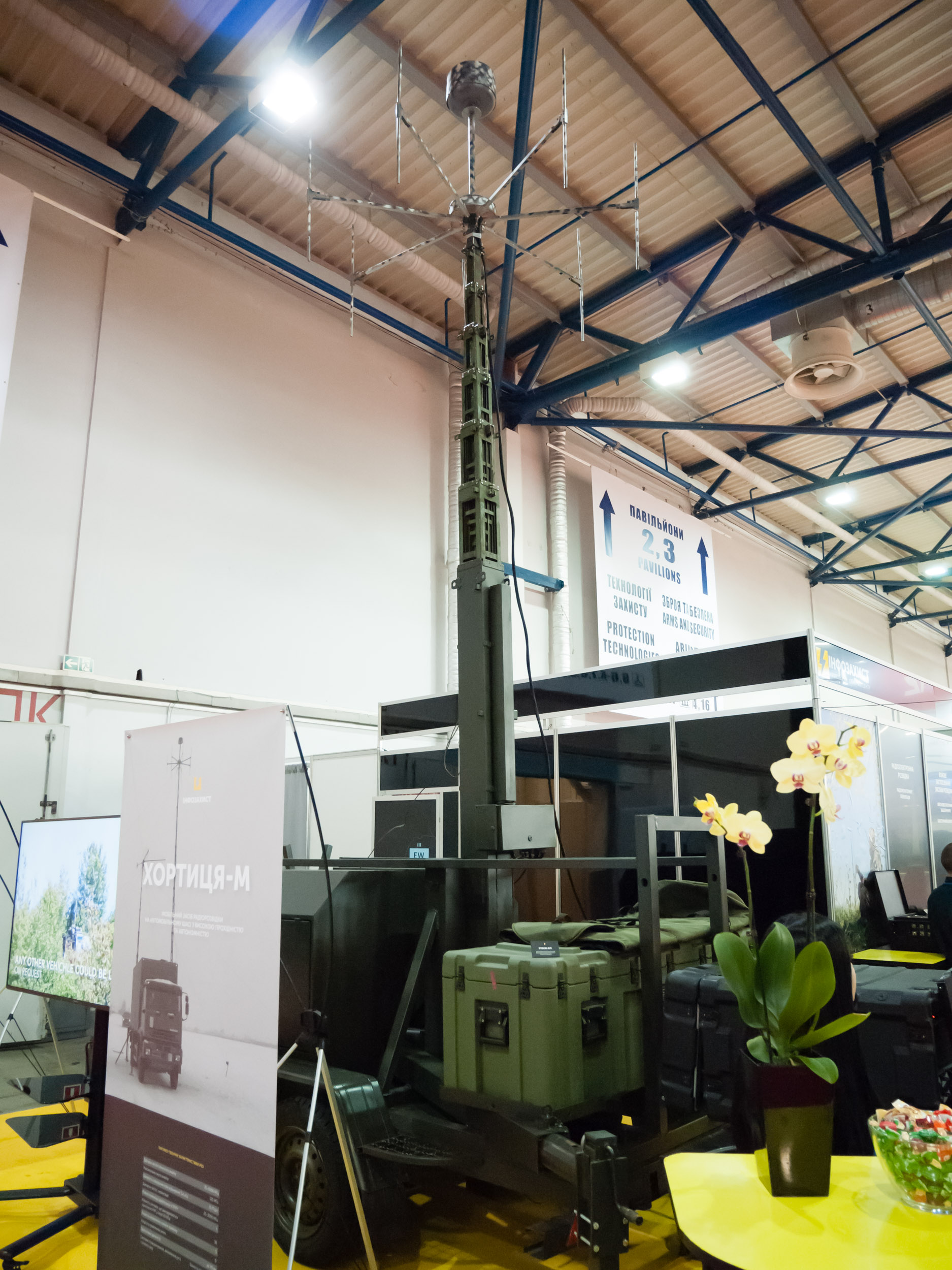
«Хортиця-М» на виставці «Зброя та безпека — 2018»

«Хортиця-М» — український комплекс радіоелектронної розвідки. Розроблений компанією «НВЦ Інфозахист». 

## Історія
Комплекс радіотехнічної розвідки «Хортиця-М» був презентований компанією НВЦ «Інфозахист» у жовтні 2017 року.

## Опис
«Хортиця-М» є найпотужнішим у лінійці компанії «НВЦ Інфозахист». Встановлюється на автомобільне шасі з високою прохідністю та автономністю.
Здійснює аналіз радіосигналів, їх демодуляцію та декодування, а також автоматичне визначення координат джерел радіовипромінення. Комплекс декодує сигнали цивільних радіостанцій у стандартах DMR, DPMR, NDXN, FLEX, P25, A25 тощо; автоматично визначає координати та просторову орієнтацію засобів комплексу; автоматизовано визначає координати джерел радіовипромінювання; встановлює захищене з'єднання з аналогічними комплексами зв'язку, дротового з'єднання або за допомогою радіорелейної лінії власного виробництва.
Перевірка отриманих даних від засобів радіорозвідки відбувається у реальному часі — доповнюється знімками БПЛА.